# Sten Lindroth

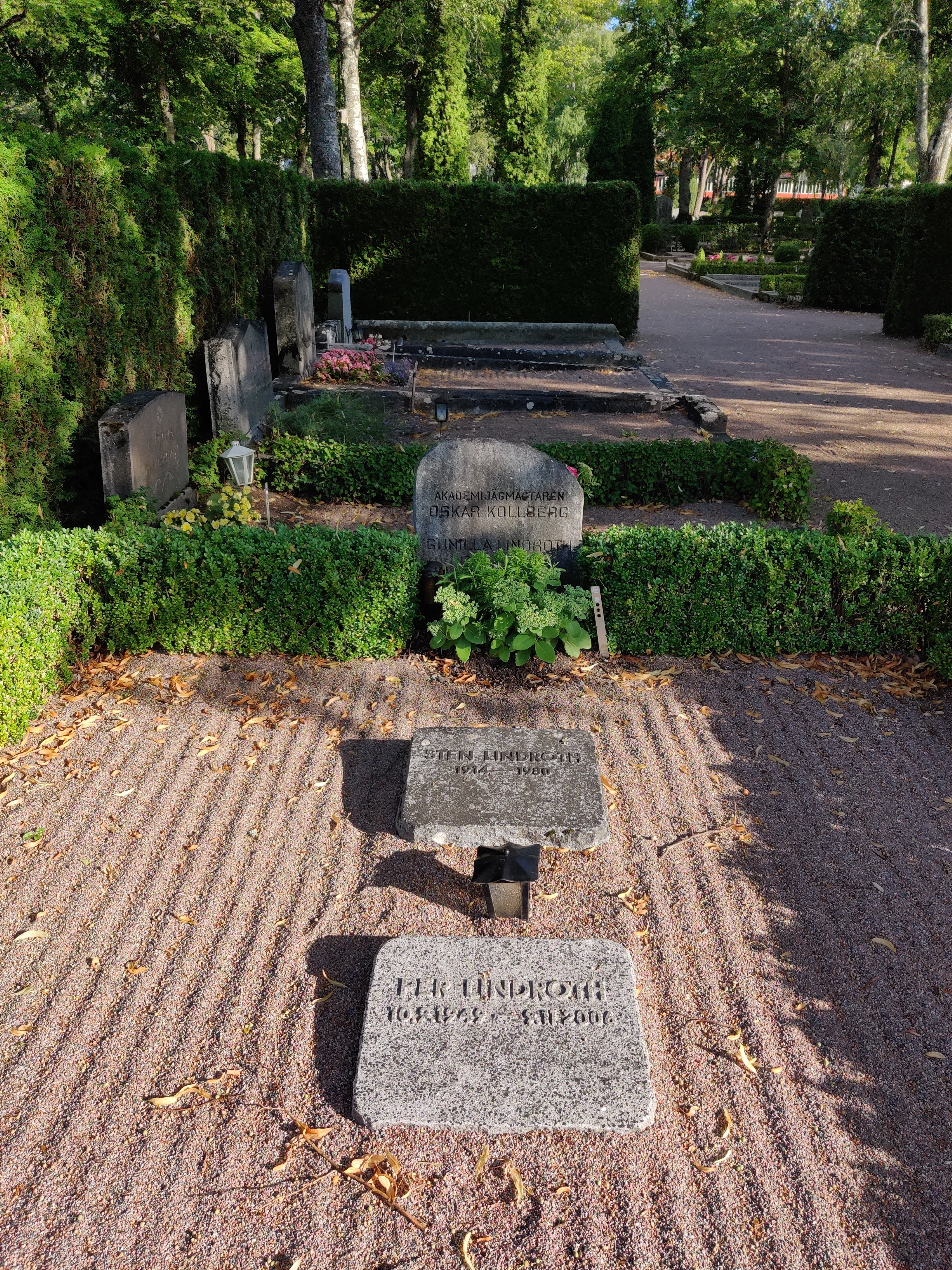
Gravvård på Uppsala gamla kyrkogård.

Sten Hjalmar Lindroth, född 28 december 1914 i Lund, död 1 september 1980 i Uppsala, var en svensk idéhistoriker. Han var professor i idé- och lärdomshistoria samt ledamot av Svenska Akademien, stol nr 12.

## Liv och verk
Sten Lindroth var son till professor Hjalmar Lindroth och dennes hustru Stina Hildebrand. Hans bror Carl H. Lindroth var entomolog och brodern Arne Lindroth ekolog.
|
Lindroth växte upp i Göteborg, där hans far var professor. Han tog studenten vid Göteborgs högre latinläroverk 1933 och inskrevs vid Uppsala universitet och Göteborgs nation samma år. Efter filosofie kandidatexamen 1936 och filosofie licentiatexamen 1940 disputerade han 1943 med avhandlingen Paracelsismen i Sverige till 1600-talets mitt samt promoverades 1944 till filosofie doktor. Under studentåren var Lindroth aktiv i Juvenalorden och den liberala studentföreningen Verdandi.
På avhandlingen utnämndes Lindroth 1943 till docent i idé- och lärdomshistoria. Det följande decenniet ägnade han åt vetenskapshistorien. 1944-54 var han anställd av Stora Kopparbergs Bergslags AB, Falun, som historisk medarbetare, vilket resulterade i den stora historiken över detta gruvföretag. Samtidigt publicerade han vetenskapliga artiklar om bland andra Christopher Polhem, Adam Afzelius och Urban Hiärne och upprätthöll från 1952, då han blev extra ordinarie docent, undervisningen i idéhistoria vid Uppsala universitet. Lindroth var den självklare efterträdaren på den idéhistoriska professuren, när hans lärare Johan Nordström gick i pension 1957.
Som professor skrev han bland annat Vetenskapsakademiens historia (1967). I sitt sista verk, den ofullbordade Svensk lärdomshistoria i fyra delar (1975–1981), hann han sammanfatta sitt unika vetande om vår vetenskapliga kultur från medeltiden fram till och med gustavianska tiden. Han skrev även många kortare essäer i lärdomshistoriska ämnen, samlade i Fru Lusta och Fru Dygd (1957), Löjtnant Åhls äventyr (1967) och Epoker och människor (1972). I Svenskt biografiskt lexikon medverkade han med en rad artiklar.  Lindroth introducerade även svensk idéhistoria för en internationell publik genom utgivandet av Swedish men of science 1650–1950 (1952).
Lindroth var 1950-80 redaktör för Lärdomshistoriska samfundets årsskrift Lychnos. Där skrev han i årgång 1965–66 en uppmärksammad artikel "Linné i legend och verklighet", vilken medförde ett paradigmnskifte i Linnéforskningen, när han ville göra upp med den idealiserade bilden av Blomsterkungen.
Han invaldes i flera vetenskapliga och vittra sammanslutningar, bland andra Kungliga Vetenskapssamhället i Uppsala 1955,  Kungliga Humanistiska Vetenskapssamfundet i Uppsala 1958, Kungliga Samfundet för utgivande av handskrifter rörande Skandinaviens historia 1958, Kungliga Vitterhetsakademien 1959, Kungliga Vetenskapsakademien 1966, Svenska Akademien 1968 och Kungliga Fysiografiska Samfunde i Lund. Han var från 1953 korresponderande ledamot av Académie internationelle d'histoire des sciences i Paris och bevistade flera internationella vetenskapshistoriska konferenser.
På 60-årsdagen 1974 tillägnades han en festskrift, Vetenskapens träd.
För Sten Lindroth var den goda litterära stilen ett arbetsredskap, och den historiska empirin utgjorde för honom den självklara utgångspunkten.
Sten Lindroth har i efterhand fått en viss uppmärksamhet för att han 1957 avvisade ett avhandlingsutkast av Michel Foucault. Men, som Foucault själv skrev, så var detta ”ett första utkast” med en ”odräglig” stil. Avhandlingen utkom fyra år senare i Frankrike.
Sten Lindroth var gift första gången från 1941 med biblioteksassistenten Gunilla Kollberg (1918–1961) och andra gången 1966–1974) med entomologen Gunvor Brinck-Lindroth. Lindroth ligger begravd på Uppsala gamla kyrkogård. Bland Lindroths tidigare elever märks professor Karin Johannisson.

## Utmärkelser
- Svenska läkaresällskapets jubileumspris 1946 (för avhandlingen ’’Paracelsismen i Sverige’’).
- Riddare av Nordstjärneorden 1962.

## Ledamotskap i akademier och lärda samfund
- En av de Aderton i Svenska Akademien
- Ledamot av Kungliga Vetenskapsakademien
- Ledamot av Kungliga Vitterhets Historie och Antikvitets Akademien
- Ledamot av Kungliga Samfundet för utgivande av handskrifter rörande Skandinaviens historia
- Ledamot av Kungliga Vetenskapssocieteten i Uppsala
- Ledamot av Kungliga Fysiografiska Sällskapet i Lund
- Ledamot av Kungliga Vetenskapssamhället i Uppsala
- Ledamot av Kungliga Humanistiska Vetenskapssamfundet i Uppsala